# Banakatawa
Banakatawa (nepalski: बनकट्वा) – gaun wikas samiti w zachodniej części Nepalu w strefie Bheri w dystrykcie Banke. Według nepalskiego spisu powszechnego z 2001 roku liczył on 2774 gospodarstw domowych i 16474 mieszkańców (8330 kobiet i 8144 mężczyzn).